# Розквартирування військ
Розквартирування військ - розміщення військових частин, об'єднань, інституцій та військово-навчальних закладів у відведених чи захоплених для цього місцях (населені пункти, військові містечка, навчальних центрах, таборах, полігонах й т.п.), які забезпечують необхідні умови для їхнього повсякденного життя, діяльності та підтримки постійної бойової готовності.

## Утворення фонду для розквартирування
Військовий фонд країн для розквартирування військ, зазвичай, у мирний час використовує казармовий та житловий фонд Міністерства оборони та Міністерства внутрішніх справ, інших міністерств та відомств, а також будівлі й об'єкти державної форми власності. Для цього місцеві органи влади шляхом відповідних рішень виділяють на тих чи інших фінансових та комунальних умовах відповідні території та/чи будівлі, або ж тимчасово/довгостроково передають на баланс відповідних військових структур. Користування ж виділеним майновим фондом, з боку армії та спецпідрозділів, виконується відповідно до Статуту внутрішньої служби військових сил й відповідних розпоряджень міністра, командирів та начальників.

У період активних військових дій противник може використати розквартирування власних сил як засіб закріплення на тій чи іншій території. Це ускладнює подальше звільнення цих житлових масивів армією цієї країни через загрозу мирному населенню як з боку військ країни-агресора, так і країни, яка захищається.

Коли за тих чи інших обставин хід військових подій має безперервний стабільний характер, розквартирування військ у зручному житлі є основою піклування про солдата. Це дає можливість виграти час та забезпечити безпеку, виставляє сильнішу систему сторожового вартування, та більш значний та висунутий вперед авангард.
При цьому об'єкти розквартирування поділяються за типами на відкритий та закритий (секретний).

## Склад та форма
Головне питання, яке розглядається перед розквартируванням - форма його району. Зазвичай, це сильно видовжений прямокутник, який, наче, утворює просте розширення тактичного бойового порядку. При цьому, форма відповідного району також може бути квадратною чи круглою.
За складом, район розквартирування поділяється на головні частини:
- центр збору,
- головна квартира (штаб головнокомандувача),
- тренувальний полігон,
- об'єкти варти та спостережень

Від взаємного розміщення (віддаленості) цих складових залежить швидкість реагування на наступ противника